# كريستين كلافنيس
كريستين كلافنيس (بالنرويجية البوكمول: Kristine Klaveness)‏ هي مجدفة نرويجية، ولدت في 11 فبراير 1976 في أوسلو في النرويج.

## وصلات خارجية
- كريستين كلافنيس على موقع الاتحاد الدولي للتجديف (الإنجليزية)
- كريستين كلافنيس على موقع اللجنة الأولمبية الدولية (الإنجليزية)
- كريستين كلافنيس على موقع أوليمبيديا (الإنجليزية)